# Крутоярка (зупинний пункт)
Крутоя́рка — пасажирський залізничний зупинний пункт Дніпровської дирекції Придніпровської залізниці на електрифікованій лінії Синельникове II — Чаплине між станціями Письменна (7 км) та Улянівка (13 км). Розташований в селі Крутоярка Синельниківського району Дніпропетровської області.

## Пасажирське сполучення
На платформі Крутоярка зупиняються приміські електропоїзди Синельниківського та Чаплинського напрямків.